# Marie, la polonaise : Napoléon volume III
Albums de Serge Lama
J'assume tout Napoléon
(1982) Portraits de femmes
(1986)
Marie, la polonaise : Napoléon volume III est un album studio de Serge Lama. Paru en 1984, il fait suite au double album J'assume tout Napoléon. Christine Delaroche, dans le rôle de Joséphine de Beauharnais, participe au disque.

## Titres
Les textes sont de Serge Lama, les musiques d'Yves Gilbert.
| No  | Titre                                                         | Durée |
| --- | ------------------------------------------------------------- | ----- |
| 1.  | Dans le signe du lion (Serge Lama et chœurs)                  | 2:50  |
| 2.  | Vingt batailles gagnées (Serge Lama)                          | 1:30  |
| 3.  | La guerre, la guerre (chœurs)                                 | 0:35  |
| 4.  | Méfiez-vous des servantes (Christine Delaroche)               | 2:05  |
| 5.  | Napoléon a dit (chœurs)                                       | 1:30  |
| 6.  | Frappe, frappe, frappe (Serge Lama et Christine Delaroche)    | 2:15  |
| 7.  | On va leur percer le flan (chœurs)                            | 0:45  |
| 8.  | Marie La Polonaise (Serge Lama)                               | 3:30  |
| 9.  | Austerlitz, ce n'est plus qu'un rêve (instrumental et chœurs) | 2:15  |
| 10. | Soldats, je suis content (Serge Lama et chœurs)               | 1:45  |
| 11. | Un trône c'est quoi ? (Serge Lama et chœurs)                  | 1:45  |
| 12. | Moi, je me porte bien (Serge Lama et Christine Delaroche)     | 2:20  |
| 13. | Y a-t-il quelqu'un qui m'aime (Serge Lama)                    | 3:10  |
| 14. | Petit bonhomme (Serge Lama et chœurs)                         | 3:05  |